# Skotniki (gromada w powiecie sandomierskim)
Skotniki – dawna gromada, czyli najmniejsza jednostka podziału terytorialnego Polskiej Rzeczypospolitej Ludowej w latach 1954–1972.
Gromady, z gromadzkimi radami narodowymi (GRN) jako organami władzy najniższego stopnia na wsi, funkcjonowały od reformy reorganizującej administrację wiejską przeprowadzonej jesienią 1954 do momentu ich zniesienia z dniem 1 stycznia 1973, tym samym wypierając organizację gminną w latach 1954–1972.
Gromadę Skotniki z siedzibą GRN w Skotnikach utworzono – jako jedną z 8759 gromad na obszarze Polski – w powiecie sandomierskim w woj. kieleckim, na mocy uchwały nr 13j/54 WRN w Kielcach z dnia 29 września 1954. W skład jednostki weszły obszary dotychczasowych gromad Skotniki, Bogoria Skotnicka i Ostrołęka ze zniesionej gminy Samborzec w tymże powiecie. Dla gromady ustalono 17 członków gromadzkiej rady narodowej.
W Dzienniku Urzędowym WRN w Kielcach z 21 grudnia 1959 opublikowano informację o zniesieniu gromady Skotniki z dniem 31 grudnia 1959 i jej włączeniu do gromady Samborzec, co okazało się błędem, sprostowanym w Dzienniku Urzędowym WRN w Kielcach z 31 marca 1960.
Gromadę Skotniki zniesiono jednak 31 grudnia 1961, włączając jej obszar do gromady Samborzec.